# Stijn van Tilburg
Stijn van Tilburg (Amsterdam, 7 aprile 1996) è un pallavolista olandese, schiacciatore dell'Herrsching.

## Carriera

### Club
La carriera di Stijn van Tilburg inizia nella stagione 2014-15, quando disputa l'Eredivisie con la formazione federale del Talent Team. Si trasferisce quindi negli Stati Uniti d'America, dove prende parte alle lega universitaria NCAA Division I con la Hawaii: fa parte dei Rainbow Warriors dal 2016 al 2019, spingendosi due volte fino alla fase nazionale (perdendo la finale durante il suo ultimo anno) e raccogliendo diversi riconoscimenti individuali.
Nella stagione 2019-20 approda nella Superlega italiana con l'Argos, mentre nella stagione seguente si trasferisce in 1. Bundesliga, dove difende i colori del Giesen; nel campionato 2022-23 viene ingaggiato dall'Herrsching, sempre nella massima divisione tedesca.

### Nazionale
Fa parte delle selezioni giovanili olandesi, partecipando alle qualificazioni al campionato europeo under 19 2013, alle qualificazioni al campionato europeo under 20 2014 e alle qualificazioni europee al campionato mondiale under 21 2015.
Fa il suo debutto in nazionale maggiore durante la fase a gironi della European Golden League 2019.

## Palmarès

### Premi individuali
- 2017 - All-America First Team
- 2017 - NCAA Division I: Columbus National All-Tournament Team
- 2018 - All-America First Team
- 2019 - All-America First Team